# Henry Longfellow
Œuvres principales
- Evangéline (1847)
- Le Chant de Hiawatha (1855)
- Paul Revere's Ride (1860)

Henry Wadsworth Longfellow (27 février 1807, Portland, Massachusetts, aujourd'hui dans le Maine – 24 mars 1882, Cambridge, Massachusetts) est un poète américain, auteur de nombreux poèmes encore célèbres aux États-Unis, tels que The Song of Hiawatha (Le Chant de Hiawatha) ou Évangéline. Il passa l'essentiel de son existence à Cambridge, près de l'université Harvard.

## Biographie
Henry est le fils de Stephen Longfellow, avocat, et de Zilpah Longfellow née Wadworth. Son grand-père maternel, Peleg Wadsworth, s'illustra comme général durant la guerre d'indépendance. La famille Longfellow avait émigré en Amérique en 1676 en quittant le Yorkshire, Angleterre. Du côté de son père, Henry Longfellow descend aussi de Priscilla et John Alden, un des fameux pellerins qui s'étaient embarqués en 1620 sur le Mayflower et qui fondèrent la colonie de Plymouth.

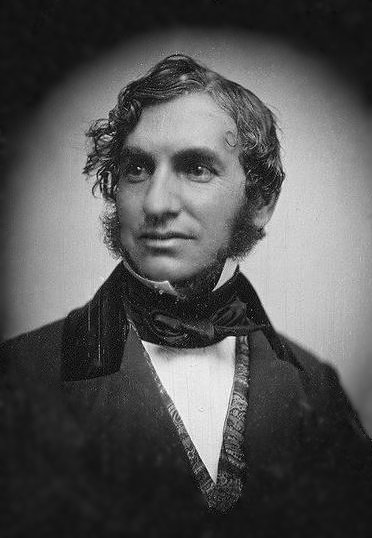
Longfellow vers 1850.

Condisciple de Nathaniel Hawthorne, Henry Longfellow fait ses études au Bowdoin College à Brunswick dans le Maine. Il est diplômé en 1825 et se voit offrir un poste de professeur de langues modernes sur place. Il ne répond pas immédiatement, et fait un tour d'Europe de 1826 à 1829, pendant lequel il apprend le français, l'espagnol, le portugais et l'allemand. Il est le premier à traduire la Divine Comédie de Dante en américain. Après une discussion sur le montant du salaire, il accepte le poste de professeur au Bowdoin College, auquel on a adjoint une vacation de bibliothécaire à raison d'une heure par jour.
Il épouse Mary Storer Potter en 1831. Celle-ci meurt quelques années plus tard, en 1835, à Rotterdam pendant un voyage du couple. Longfellow est nommé professeur à Harvard. Il épouse plus tard Frances « Fanny » Appleton et vit à Craigie House, une demeure qui donne sur la rivière Charles. Lorsqu'il courtise celle-ci, Longfellow fait souvent à pied le trajet allant de son domicile à Boston, en traversant la rivière par le West Boston Bridge. Lors de sa reconstruction en 1906, le pont fut renommé Longfellow Bridge.
Longfellow quitte sa chaire à Harvard et prend sa retraite en 1854, pour se consacrer entièrement à l'écriture. En 1861, Frances meurt, après avoir mis accidentellement le feu à sa robe. Longfellow en est profondément marqué. En 1879, il écrit le sonnet The Cross of Snow (La Croix de neige) en l'honneur de sa femme disparue avant de mourir trois ans plus tard d'une péritonite.
Longfellow est enterré au cimetière de Mount Auburn à Cambridge, Massachusetts. En 1884, il est le premier poète américain à avoir son buste placé dans le Poet's Corner (Coin des poètes) de l'abbaye de Westminster à Londres.

## Œuvres
L'œuvre de Longfellow a été immensément populaire pendant sa vie. Même si elle demeure très connue aujourd'hui, la plupart des critiques modernes la trouvent trop sentimentale. Vers la fin de sa vie, il avait même la réputation d'écrire de la poésie pour enfants, chez lesquels il était populaire. Sa poésie emploie des thèmes familiers et compréhensibles dans un langage simple et limpide. Sa poésie a fortement contribué à l'édification du mythe américain.
- Outre-Mer: A Pilgrimage Beyond the Sea (1835)
- Hyperion (1839)
- The Spanish Student. A Play in Three Acts (1843)
- Evangéline (poème épique) (1847)
- Kavanagh (roman) (1849)
- The Golden Legend (poème) (1851)
- The Song of Hiawatha (poème épique) - Le Chant de Hiawatha (1855)
- The New England Tragedies (1868)
- The Divine Tragedy (1871)
- Christus: A Mystery (1872)
- Aftermath (poem) (1873)
- The Arrow and the Song (poème)

Recueils de poèmes
- Voices of the Night (1839)
- Ballads and Other Poems (1841)
- Poems on Slavery (1842)
- The Belfry of Bruges and Other Poems (1845)
- The Seaside and the Fireside (1850)
- The Poetical Works of Henry Wadsworth Longfellow Henry Wadsworth Longfellow (Londres, 1852),
- The Courtship of Miles Standish and Other Poems (1858)
- Tales of a Wayside Inn (1863), qui comprend Paul Revere's Ride
- Household Poems (1865)
- Flower-de-Luce (1867)
- Three Books of Song (1872)
- The Masque of Pandora and Other Poems (1875)
- Kéramos and Other Poems (1878)
- Ultima Thule (1880)
- In the Harbor (1882)
- Michel Angelo: A Fragment

Traductions
- Coplas de Don Jorge Manrique (traduction de l'espagnol) (1833)
- La Divine Comédie de Dante (1867). Édition critique sur academia.edu

Anthologies
- Poets and Poetry of Europe (traduction) (1844)
- The Waif (1845)
- Poems of Places (1874)

## Postérité

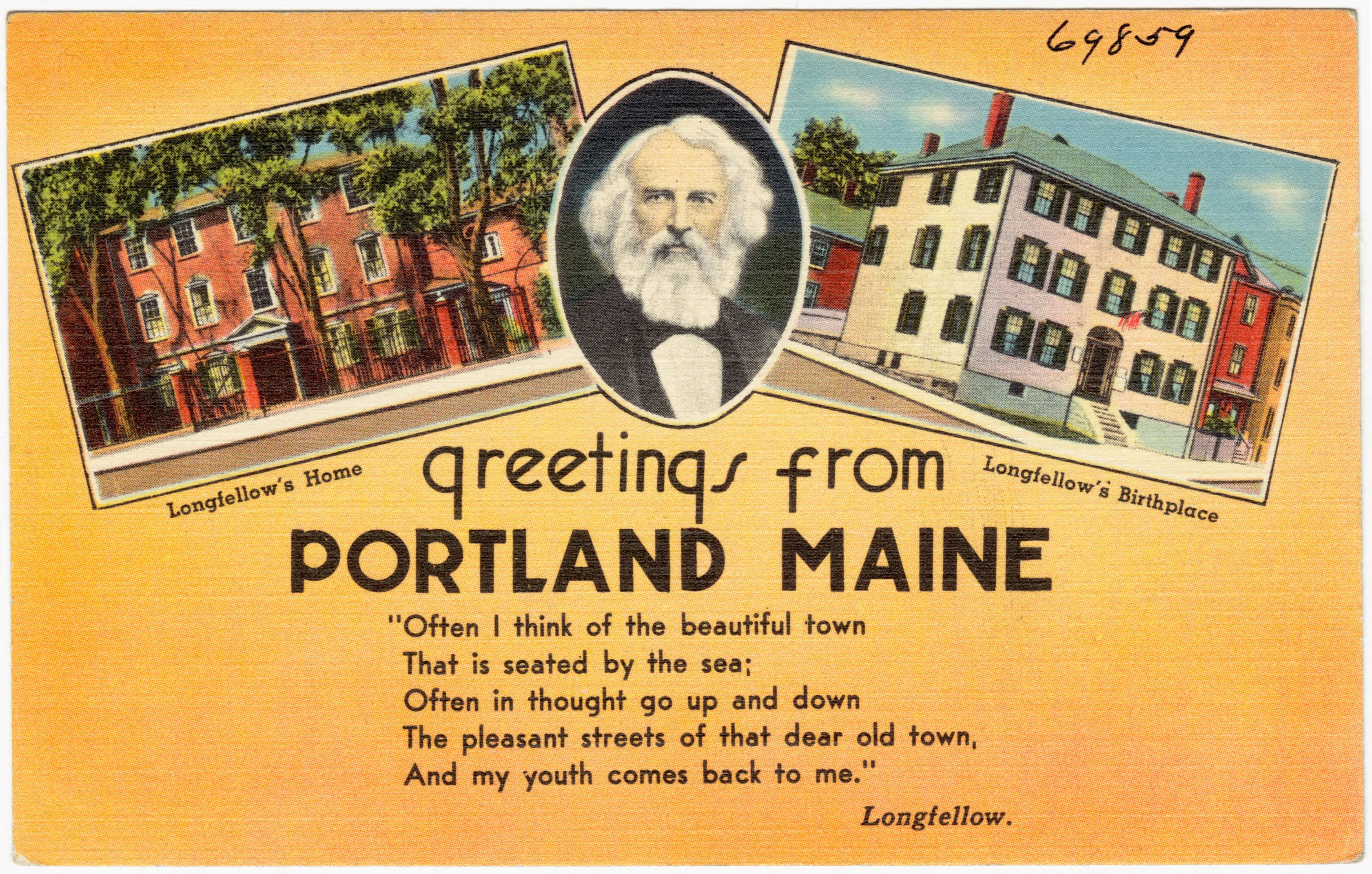
Greetings from Portland, Maine. Carte postale Tichnor Brothers. Entre 1930 et 1945

### Biographies
- Le film I Heard the Bells (titre d'un chant de Noël écrit par Henry Longfellow), réalisé par Joshua Enck et sorti en décembre 2022 aux États-Unis, raconte l'histoire de l'écriture de ce chant et celle de son auteur[6].

### Adaptations de son œuvre au cinéma
- 1913 : King Robert of Sicily, court métrage muet
- 1922 : Le Forgeron du village (The Village Blacksmith), film muet de John Ford

### Apparitions dans la fiction
Henry Longfellow est l'un des héros du roman Le Cercle de Dante de l'auteur américain Matthew Pearl, paru en 2003.
Dans la version américaine du Trésor de Rackham le Rouge, des aventures de Tintin, le capitaine Haddock récite quelques strophes de son poème The Secret of The Sea alors qu'il navigue à proximité de l'île où a coulé le navire La Licorne.